# Horn (bergstopp i Island, Västlandet)
Horn är en bergstopp i republiken Island. Den ligger i regionen Västlandet, 100 km nordväst om huvudstaden Reykjavík. Toppen på Horn är 406 meter över havet.
Trakten runt Horn är nära nog obefolkad, med mindre än två invånare per kvadratkilometer. Närmaste större samhälle är Stykkishólmur, omkring 18 kilometer nordost om Horn. Trakten runt Horn består i huvudsak av gräsmarker.